# Broadway Boogie Woogie
Broadway Boogie Woogie este o pictură realizată de pictorul neerlandez Piet Mondrian, finalizată în 1943, după ce se mutase la New York în 1940. Comparativ cu lucrările sale anterioare, pânza este împărțită în mult mai multe pătrate. Deși și-a petrecut cea mai mare parte a carierei creând lucrări abstracte, acest tablou este inspirat de exemple clare din lumea reală: grila cartierului Manhattan, și boogie-woogie, o muzică afro-americană de blues pe care Mondrian o iubea. Tabloul a fost cumpărat de sculptorița braziliană Maria Martins pentru 800 de dolari la Valentine Gallery din New York, după ce Martins și Mondrian au expus amândoi acolo în 1943. Martins a donat ulterior tabloul cître Museum of Modern Art din New York.

## Analiză
Când Piet Mondrian a ajuns la New York, a devenit pasionat de arhitectura îngrijită și rigidă. A integrat starea de spirit și tonul jazzului în această lucrare. Mondrian a numit-o „distrugerea aspectului natural; și construirea prin opoziția continuă a mijloacelor pure - ritm dinamic”.ref>„Piet Mondrian”. Moma. Arhivat din original la 4 august 2015.</ref>